# Literatură de popularizare a științei
Literatura de popularizare a științei (sau știința popularizată) este un gen literar aflat la granița dintre știință și literatură. Considerat de criticii literari ca nefiind literatură și ignorat de majoritatea oamenilor de știință, acest tip de literatură este de o importanță covârșitoare pentru asigurarea unui contact cu știința publicului larg, în special copiilor.
De multe ori literatura de popularizare a științei, în special cea adresată copiilor, îmbracă forme narative, prezentând subiectul sub forma unor povestiri cu un caracter umoristic, capabile să atragă și să stimuleze atenția cititorului. Alte ori, literatura de popularizare științifică se prezintă sub forma unui documentar istoric sau sub formă de biografie, îmbinând informațiile științifice cu cele din viața descoperitorilor sau cu detalii comice despre modul cum a avut loc descpoperirea.
Domeniile științifice cele mai reprezentate în cărțile publicate în românia au fost chimia, biologia, biochimia și domeniile înrudite cu acestea. O activitate deosebită de prolifică au avut Nicolae Cajal în domeniul viruslogiei și Axente Sever Banciu în domeniul chimiei.
Autori români de literatură de popularizare a științei:
- Ștefan S. Nicolau
- Nicolae Cajal
- Radu Iftimovici
- Axente Sever Banciu
- Solomon Marcus
- Horia-Roman Patapievici
- Victor Laiber
- Alexandru Stermin

Autori străini de literatură de popularizare a științei:
- Isaac Asimov
- Richard Dawkins
- Richard Feynman
- George Gamow
- Stephen Jay Gould
- Brian Greene
- Heinz Haber
- Stephen Hawking
- Desmond Morris
- Matt Ridley
- Oliver Sacks
- Carl Sagan
- Tzvi Yanay